# Tordenfugl
En tordenfugl er et stort, bevinget væsen omtalt i mere end 35 nordamerikanske indianerstammers forskellige mytologier.:52-53  Sagnfuglen frembringer den styrtende regn, forårsager torden og skaber lyn.:746  Indianere har brugt fuglen som motiv i bl.a klippekunst,:36  på malede tipier:401  og udhugget i totempæle.
Tordenfuglen indgyder mennesker ærefrygt med sine kræfter og sin formåen, men den viser sig også i drømme eller visioner for nogle få udvalgte, som den skænker særlige evner.:242 
Tordenfuglen er repræsenteret med specifikke elementer i visse ceremonier som f.eks. tordenfugle-reden bygget øverst i centerstolpen i arapahoernes soldanshytte.:114  Folk med tordenfugle-drømme var gerne præget af det livet ud:181  og specielle selskaber eller klubber udelukkende for dem havde deres egne ceremonier.:158 

## Tordenfuglen, dens evner og adfærd samt levesteder
Tordenfuglen beskrives både som en unik skabning uden artsfæller:747  og som en redebyggende fugl med unger klækket af æg.:73 
Hidatsaerne fremstiller fuglen som en kæmpefugl med spidse vinger ligesom en svales.:64  Den har en fjerdragt med et glitrende, metallisk skær efter arapahoernes mening,:342  mens blackfoot indianerne sammenligner farverigdommen i dens spraglede fjer med regnbuens.:519  En blackfoot, som kom til sig selv i en klippegrotte med en familie tordenfugle, fremhævede deres lange, grønne klør.:426  Omahaerne har fuglens levested som en skov af ene-træer.:457  I 1833 beskrev mandanerne fuglen som gigantisk og kun totået. Fuglen levede bl.a. af rådyr og gylpede gevirerne op i en bunke tæt ved dens rede i bjergene; reden mentes at være på størrelse med Fort Clark.:361  Kwakiutl indianerne ved Stillehavet har myter om tordenfuglen, hvor den fanger hvaler med kløerne for at fortære dem.:479 
Tordenfuglen viser sin vrede ved at starte en tordenskylle ifølge arapahoerne.:346  Mandanerne forklarede regnen med fuglens styrtdyk gennem et ellers tæt skylag, der skabte en åbning for vandet ovenover at løbe ud gennem. Vingernes hurtige slag i luften frembragte tordenen.:361  Hvis fuglen dykker tæt på jorden i høj fart, kan suset rykke træer op med rode. En crow erfarede dette, da han engang kom for tæt på dens hjem på toppen af Where The Thunderbird Sits Down Mountain i Wyoming.:62  Fuglen skyder lyn ved at blinke med øjnene ifølge de fleste myter; dog lader myterne blandt fox - og ojibwa indianerne lynene gnistre fra tordenfuglens åbne næb.:54 
Tordenfuglen i det høje forsvarer sig og beskytter sit afkom i en evig kamp mod farlige søuhyrer i vandets dyb, som den sender dødbringende lyn efter.:55  Hvis en kilde på prærien tørrer ud, skyldes det tordenfuglens held til at dræbe monsteret i vandet ifølge arapahoerne.:317 

## Tordenfuglens nederlag
Tordenfuglens styrke kan udfordres og overvindes med held og snilde. En snestorm skabt af en udspekuleret sneugle indhyller tordenfuglens sorte regnskyer helt i hvidt i en arapaho myte.:231  I en anden af stammens myter udrydder to drenge af særligt format en hel tordenfugle-familie efter at være blevet advaret mod at nærme sig den. De bruger fjerene til fjerprydelser.:346  En mand redder sin bortførte kone tilbage fra tordenfuglen med hjælp fra en ravn i en blackfoot fortælling.:58 

## Tordenfuglens betydning for forskellige stammer
Omahaerne skylder tordenfuglene tak for deres hellige stav af ene, idet de rettede en ung omahas interesse mod ene-træet ved at sætte det i lys lue, hver gang de landede i det.:218  En svunden tids omahaer så staven som et bindeled mellem dem og de stærke tordenfugle, og derfor bad de til staven før en krigsekspedition i håb om hjælp til en sejr.:229 
Et af arapahoernes aldersselskabet er opkaldt efter tordenfuglen.:20 
Som tak for hidatsaen Packs Antelopes forsvar af tordenfuglens unger mod en tohovedet slange kunne han og hidatsaerne i fremtiden påkalde fuglen og bringe regn til stammens haver i tørkeperioder.:330 
Lakotaer ydmygede sig selv offentligt i en særlig ceremoni efter at have drømt om tordenfuglen og fået lovning på usædvanlige evner.:160  Drømmeren, benævnt en heyoka, gjorde sig selv til grin foran et stort publikum ved at klovne og opføre sig fjollet sammen med andre, der også havde nydt tordenfuglens bevågenhed uden at føle sig værdige til det. Et punkt i ceremonien indebar, at drømmeren fiskede et stykke mørt kød op fra en gryde med kogende vand med de bare hænder og gav en af tilskuerne det at spise.:168  Heyokaen Charging Thunder tog sit navn efter at have hørt det i en drøm om tordenfuglen (i form af beredne krigere på en sky ledsaget af lyden af torden) under en jagt.:170 
Blackfoot folket fik en hellig pibe af tordenfuglen, da denne erkendte sit nederlag til en mand, der kom efter sin bortførte kone. Piben skal bruges ved den første forårs-torden fulgt af bønner til tordenfuglen, da denne sørger for regn til præriens bærbuske og alle andre planter.:158 
Myten om tordenfuglen gav inspiration til nye myter som f.eks. creek - og wyandot fortællingerne om et tordenfolk, der havde menneskekroppe med vinger samt evnen til at frembringe lyn og tordenskrald.:54  I en af mandanernes myter om heltinden Corn Silk ejer en tordenfugl evnen til at skifte form og være enten en fugl eller en mand efter behov, uden at det afsløres om væsenet mest er det ene eller det andet.:274 

## Fugle beslægtet med tordenfuglen
Afhængigt af stammen anses bestemte fugle for at være beslægtet med tordenfuglen, og de bruges derfor som et symbol for denne på f.eks. skjolde og i krigsbundter.:53  Eksempler herpå er ørne (f.eks. sauk stammen), traner (pawnee), kolibrier (lillooet),:54  svaler (lakota):161  og ryper.:747 